# Доктор Стрейндж (филм, 2016)
„Доктор Стрейндж“ (на английски: Doctor Strange) е американски фентъзи филм от 2016 г. за едноименния персонаж на Марвел Комикс. Режисьор е Скот Дериксън, а сценарият е написан от Дериксън и Си Робърт Каргил. Това е 14-ият филм в киновселената на Марвел. Снимките започват на 4 ноември 2015 г. и приключват на 3 април 2016 г. Премиерата в САЩ и България е на 4 ноември 2016 г. Филмът си има продължение – Доктор Стрейндж в мултивселената на лудостта (2022).

## Резюме
Това е историята на световноизвестния неврохирург Д-р Стивън Стрейндж, чийто живот се променя завинаги, след като потърпява автомобилна катастрофа и вече не може да използва ръцете си. Когато традиционната медицина го проваля, той търси лек и надежда в неочаквано място – мистериозното Камар-Тадж. Той бързо научава, че това не е място за изцеляване, а фронта на битка срещу невиждани мрачни сили, които са решени да разрушат реалността. Стрейндж – въоръжен с новопридобитите си магически сили, трябва да реши дали да се върне към богатия си статус и начин на живот, или да изостави всичко, за да защити света като най-могъщия магьосник.

## Актьорски състав
| Актьор             | Роля                              |
| ------------------ | --------------------------------- |
| Бенедикт Къмбърбач | Стивън Стрейндж / Доктор Стрейндж |
| Чуетел Еджиофор    | Карл Мордо / Барон Мордо          |
| Рейчъл Макадамс    | Кристин Палмър                    |
| Тилда Суинтън      | Древната                          |
| Бенедикт Уонг      | Уонг                              |
| Майкъл Стълбарг    | Никодемус Уест                    |
| Бенджамин Брат     | Джонатан Пангборн                 |
| Мадс Микелсен      | Каецилиус                         |
| Скот Адкинс        | Лукиан                            |
| Бенедикт Къмбърбач | Дормаму                           |
| Крис Хемсуърт      | Тор                               |
| Линда Луис Дюан    | Тина Минору                       |
| Стан Лий           | Пътник в автобус                  |